# 北顶娘娘庙
北顶娘娘庙是北京的一座明朝皇家敕建的道观，主要供奉碧霞元君及眼光娘娘、子孙娘娘、东岳大帝、玉皇大帝、关帝、药王等神祇。该庙是北京五顶之一。该庙位于北京市朝阳区大屯，北四环中路北侧，北京中轴线北延长线的北端，国家游泳中心南侧。

## 历史

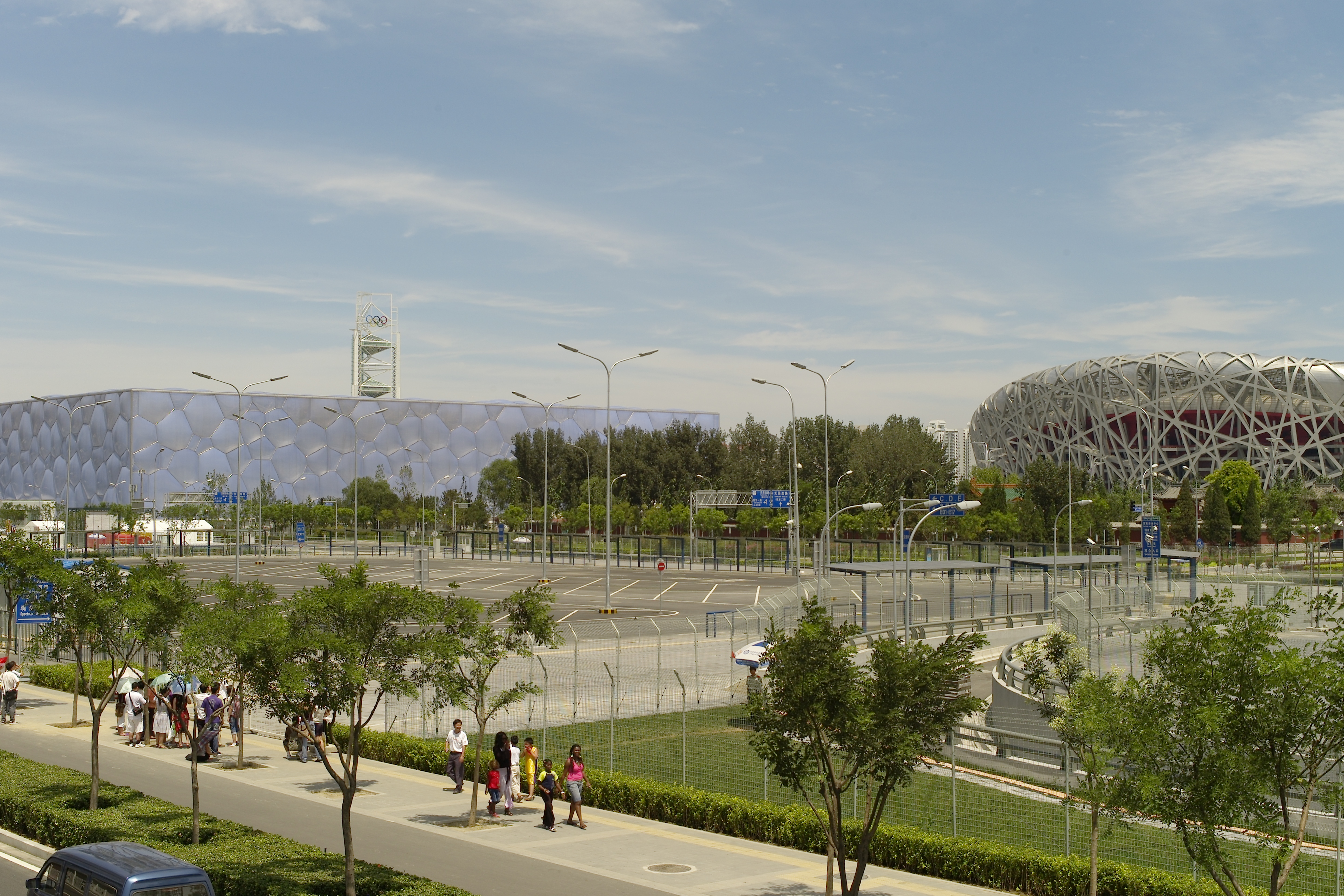
北顶娘娘庙所处位置。图中远处树木遮蔽之处即北顶娘娘庙。左侧可见北顶娘娘庙以北的国家游泳中心。

北顶娘娘庙始建于明朝宣德年间，清朝乾隆年间奉敕重修。该庙原有四进五层殿，中轴线上的主体建筑自南至北依次为山门殿、天王殿、娘娘殿、东岳殿、玉皇殿。庙前有大戏台。过去北顶娘娘庙“每岁四月有庙市，市皆日用农具，游者多乡人。”（《燕京岁时记》），民国时期，该庙逐渐败落。文革时期，该庙残存的古建筑毁坏严重，文革结束后只存山门、二进殿和钟楼，其他古建筑皆无存。1986年北京市朝阳区文化文物局接管该庙，并于1998年对遗存殿宇进行了抢险修缮。2003年，该庙被列为北京市文物保护单位。2008年北京奥运会前，因国家游泳中心工程，该庙曾面临拆迁，后通过修改国家游泳中心选址，该庙获得保存及修缮。2006年4月，北京市朝阳区文化委员会招标北京市文物古建工程公司对北顶娘娘庙进行复建，建成山门、二重殿、钟鼓楼以及东西配殿。
该庙在2006年修缮之后，成为北京民俗博物馆分馆。
2013年3月，第十二届全国政协委员、中国道教协会副会长兼北京市道教协会会长黄信阳在中国人民政治协商会议第十二届全国委员会第一次会议上发出提案，代表北京市道教协会及全体道教人士请求开放北顶娘娘庙为道教活动场所，将北顶娘娘庙交由道教界管理。

## 建筑
全庙占地约10000平方米，沿中轴线依次排列的主体建筑有山门殿、天王殿、娘娘殿、东岳殿、玉皇殿，共有四进院落。 